# Iglesia de Gustavo Vasa
La iglesia de Gustavo Vasa (en sueco, Gustaf Vasa kyrka) es una iglesia situada en el distrito de Vasastaden, en Estocolmo, Suecia. Fue concluida en 1906, y toma su nombre del célebre monarca del siglo XVI, Gustavo Vasa, siendo proyectada por el arquitecto Agi Lindegren en llamativo estilo neobarroco. Descollante es su cúpula de 60 metros de altura sobre la aledaña plaza Odenplan. Su planta es de cruz griega y puede acoger 1200 personas, convirtiéndola en una de las iglesias más grandes de la capital sueca. El retablo de la iglesia, obra de Burchard Precht y su taller entre 1728 y 1731, es considerado el mayor trabajo en escultura de estilo barroco en Suecia, y en origen, se realizó para la Catedral de Upsala. Depositado en el museo Skansen durante años , fue colocado en la nueva iglesia en 1906. Las pinturas sobre la Transfiguración de Jesús que ornamentan la cúpula fueron pintadas por Viktor Andren. Otros frescos con temas de la vida de Cristo, también corresponden a este artista. El  gran órgano es asimismo obra destacable.